# يومن (مدينة)
يومن هي مدينة من مدن الصين. وتقع في مقاطعة غانسو في شمال البلاد  يبلغ عدد سكانها 106,812 نسمة حسب إحصائيات سنة 2002. يبلغ ارتفاع المدينة عن سطح البحر قرابة 1507 متر.

## المناخ
يظهر الجدول التالي التغييرات المناخية على مدار السنة ليومن:
| البيانات المناخية لـيومن                    | البيانات المناخية لـيومن | البيانات المناخية لـيومن | البيانات المناخية لـيومن | البيانات المناخية لـيومن | البيانات المناخية لـيومن | البيانات المناخية لـيومن | البيانات المناخية لـيومن | البيانات المناخية لـيومن | البيانات المناخية لـيومن | البيانات المناخية لـيومن | البيانات المناخية لـيومن | البيانات المناخية لـيومن | البيانات المناخية لـيومن |
| الشهر                                       | يناير                    | فبراير                   | مارس                     | أبريل                    | مايو                     | يونيو                    | يوليو                    | أغسطس                    | سبتمبر                   | أكتوبر                   | نوفمبر                   | ديسمبر                   | المعدل السنوي            |
| ------------------------------------------- | ------------------------ | ------------------------ | ------------------------ | ------------------------ | ------------------------ | ------------------------ | ------------------------ | ------------------------ | ------------------------ | ------------------------ | ------------------------ | ------------------------ | ------------------------ |
| متوسط درجة الحرارة الكبرى °م (°ف)           | −2.8 (27.0)              | 1.7 (35.1)               | 9.0 (48.2)               | 17.5 (63.5)              | 23.3 (73.9)              | 26.9 (80.4)              | 28.6 (83.5)              | 27.9 (82.2)              | 23.0 (73.4)              | 15.2 (59.4)              | 5.8 (42.4)               | −1.2 (29.8)              | 14.6 (58.2)              |
| متوسط درجة الحرارة الصغرى °م (°ف)           | −15.4 (4.3)              | −12.2 (10.0)             | −5.5 (22.1)              | 1.8 (35.2)               | 7.6 (45.7)               | 11.9 (53.4)              | 14.0 (57.2)              | 12.8 (55.0)              | 7.5 (45.5)               | 0.5 (32.9)               | −6.7 (19.9)              | −13 (9)                  | 0.28 (32.50)             |
| الهطول مم (إنش)                             | 1.0 (0.04)               | 1.3 (0.05)               | 4.1 (0.16)               | 4.3 (0.17)               | 6.7 (0.26)               | 12.9 (0.51)              | 13.9 (0.55)              | 12.5 (0.49)              | 4.8 (0.19)               | 2.1 (0.08)               | 2.1 (0.08)               | 1.1 (0.04)               | 66.8 (2.62)              |
| متوسط أيام هطول الأمطار (≥ 0.1 mm)          | 1.8                      | 1.4                      | 2.3                      | 2.3                      | 2.4                      | 5.0                      | 5.8                      | 4.6                      | 1.9                      | 1.1                      | 1.9                      | 2.3                      | 32.8                     |
| متوسط الرطوبة النسبية (%)                   | 53                       | 42                       | 35                       | 31                       | 31                       | 41                       | 47                       | 45                       | 41                       | 40                       | 45                       | 54                       | 42                       |
| ساعات سطوع الشمس الشهرية                    | 221.7                    | 214.1                    | 248.5                    | 274.8                    | 314.5                    | 312.0                    | 311.0                    | 306.7                    | 292.4                    | 276.2                    | 229.7                    | 212.0                    | 3٬213٫6                  |
| نسبة وصول أشعة الشمس                        | 75                       | 72                       | 67                       | 69                       | 71                       | 70                       | 68                       | 72                       | 78                       | 80                       | 77                       | 73                       | 73                       |
| المصدر: China Meteorological Administration |                          |                          |                          |                          |                          |                          |                          |                          |                          |                          |                          |                          |                          |